# Zhu Lin
Zhu Lin er et kinesisk navn; efternavnet/familienavnet er Zhu.
Zhu Lin (kinesisk: 朱琳, pinyin: Zhū Lín, født 28. januar 1994 i Wuxi, Kina) er en professionel tennisspiller fra Kina.